# Lijst van voetbalinterlands Argentinië - Duitsland (vrouwen)
Deze lijst van voetbalinterlands is een overzicht van alle officiële voetbalinterlands tussen de nationale vrouwenteams van Argentinië en Duitsland. De landen hebben tot nu toe twee keer tegen elkaar gespeeld. 

## Wedstrijden
| № | Plaats          | Datum             | Competitie | Wedstrijd              | Uitslag |
| - | --------------- | ----------------- | ---------- | ---------------------- | ------- |
| 1 | Washington D.C. | 27 september 2003 | WK 2003    | Argentinië − Duitsland | 1 − 6   |
| 2 | Shanghai        | 10 september 2007 | WK 2007    | Duitsland − Argentinië | 11 − 0  |

## Samenvatting
| Competitie   | Totaal gespeeld | Winst Argentinië | Gelijk | Winst Duitsland | Doelsaldo Argentinië – Duitsland |
| ------------ | --------------- | ---------------- | ------ | --------------- | -------------------------------- |
| WK-eindronde | 2               | 0                | 0      | 2               | 1 − 17                           |
| Totaal       | 2               | 0                | 0      | 2               | 1 − 17                           |